# Premios Juno
Los Premios Juno (Juno Awards; estilizado como JUNOS), o simplemente conocidos como Junos, son premios presentados por la Academia Canadiense de Artes y Ciencias de la Grabación (Canadian Academy of Recording Arts and Sciences; CARAS) para reconocer logros sobresalientes en la industria musical de Canadá. Originalmente se llamaban Premios Gold Leaf y el trofeo parecía un metrónomo. La primera ceremonia de los Premios Juno se celebró el 23 de febrero de 1970 para honrar los logros musicales de los artistas del año 1969.
Los nuevos miembros del Salón de la Fama de la Música Canadiense también son incluidos como parte de las ceremonias de premiación.

## Historia
Los Premios Juno reciben su nombre en honor a Pierre Juneau, el primer presidente de la Comisión canadiense de radiodifusión y telecomunicaciones (CRTC) y expresidente de la Canadian Broadcasting Corporation (CBC). Los Premios Grammy son el equivalente estadounidense de los Premios Juno.

### Años 1970
En 1964, la revista RPM comenzó a encuestar a sus lectores para determinar qué artistas y grupos consideraban los mejores de Canadá. El RPM anunciaba los resultados de estas encuestas cada mes de diciembre. No hubo ceremonias de premiación formales.
El propietario de un sello discográfico, Stan Klees, se reunió con el fundador de RPM, Walt Grealis, para planificar una ceremonia formal de premios de la industria musical. En lugar de simplemente publicar los resultados de los premios en RPM, las presentaciones se realizarían en un lugar físico. La primera ceremonia fue la de los Premios Gold Leaf, que tuvo lugar el 23 de febrero de 1970 en Toronto (Ontario).
Más tarde, ese mismo año, RPM invitó a sus lectores a sugerir un nuevo nombre para estos premios. El nombre «Juneau» fue presentado en honor a Pierre Juneau, el primer director de la CRTC. Juneau jugó un papel decisivo en el establecimiento de regulaciones de contenido canadienses para que las emisoras promovieran a los músicos canadienses. Ese nombre se redujo a Juno y, en 1971, las ceremonias de premiación se denominaron «Premios Juno».
De 1970 a 1973, RPM anunció a los ganadores antes de la noche de premiación. A partir de 1974, los ganadores de los premios no se hicieron públicos hasta las ceremonias de Juno. Representantes de la industria musical formaron un comité asesor para los Junos en 1974, que se convirtió en la Asociación Canadiense de Premios de Música al año siguiente. Esta organización asumió la gestión y operación total de los Premios Juno a partir de 1977 y se convirtió en la Academia Canadiense de Artes y Ciencias de la Grabación (CARAS).
Los Junos fueron televisados por primera vez en todo Canadá en 1975 en CBC Television. Las ceremonias primarias continuaron transmitiéndose en CBC hasta 2001, y pasaron a CTV Television Network (CTV) de 2002 a 2017 inclusive. La transmisión regresó a CBC a partir de 2018.
El Salón de la Fama de la Música Canadiense se introdujo en 1978. En 1979, el nombre de la estatuilla se cambió oficialmente de RPM Annual Gold Leaf Award a Juno Award, y el primer ministro de Canadá, Pierre Trudeau, fue el presentador.

### Años 1980
Joni Mitchell fue incluida en el Salón de la Fama de la Música Canadiense por Pierre Trudeau en 1982.
Inicialmente, los premios se entregaban durante la primera parte de cada año. En 1984, los organizadores pospusieron los premios de ese año hasta diciembre. CARAS mantuvo una programación de finales de año hasta enero de 1988, cuando notó la disminución de la audiencia de las transmisiones de Juno y volvió a una programación de premios de principios de año. CARAS pospuso los Premios Juno de ese año hasta el 12 de marzo de 1989, por lo que no hubo ceremonia en el año calendario 1988.

### Años 1990
En 1991, los premios se celebraron en Vancouver, la primera vez que las ceremonias de Juno se llevaron a cabo fuera de Toronto. Ese año también marcó la introducción de una categoría para grabaciones de rap.
Por primera vez, los premios de 1995, celebrados en el Copps Coliseum de Hamilton, estuvieron abiertos al público. Esto marcó el 25 aniversario de los Junos.
En 1996, se lanzaron la caja de cuatro CD y 77 canciones Oh What a Feeling: A Vital Collection of Canadian Music y un libro para conmemorar el 25 aniversario de los premios Juno. La caja incluía canciones populares de artistas canadienses de las décadas de 1960 a 1990, vendió más de un millón de copias y obtuvo la certificación de diamante. En 2001, se lanzó una segunda caja de cuatro CD para celebrar el 30 aniversario de los premios. En 2006, se lanzó una tercera caja para celebrar el 35 aniversario, que fue certificada platino en Canadá.

### Años 2000
CARAS transfirió los derechos de transmisión de los Premios Juno de CBC a CTV para las ceremonias de 2002. 2006 marcó la primera vez que Junos se transmitió internacionalmente a través de MTV2 en los Estados Unidos y varios canales afiliados a MTV en otras naciones. La transmisión de los Premios Juno 2006 estuvo disponible para aproximadamente 250 millones de personas.
El Premio Humanitario Allan Waters en honor al ícono de los medios Allan Waters se inauguró en 2006. El primer artista en recibir este honor fue Bruce Cockburn.
En la ceremonia de 2007, la presentadora Nelly Furtado hizo historia en Juno al ser la primera nominada con múltiples nominaciones en ganar todos los premios a los que estaba nominada. Estos incluyeron los dos honores más prestigiosos, Álbum del Año y Artista del Año.
El 18 de abril de 2017, el presidente de CARAS, Allan Reid, anunció que las ceremonias regresarían a CBC por primera vez desde 2002, durante al menos los próximos seis años. Dijo que quería colaborar con la CBC para reforzar la presencia durante todo el año en los Premios Juno como plataforma para promover la música canadiense.
El evento de 2020 fue cancelado debido a la pandemia de COVID-19 en Canadá, pero luego fue reemplazado por una ceremonia en línea el 29 de junio.

## Trofeo

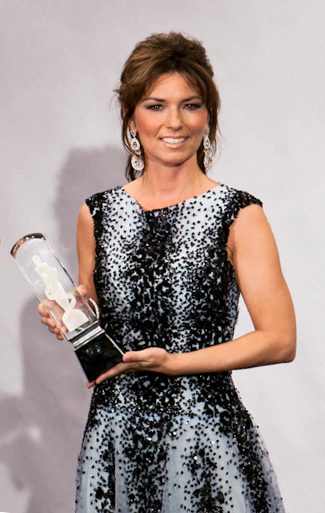
Shania Twain sostiene un trofeo del Premio Juno 2011.

Stan Klees desarrolló los primeros trofeos Juno para las presentaciones inaugurales en 1970. Estaban construidos con madera de nuez, medían 46 cm (18 pulgadas) de alto y parecían un metrónomo. Cuando CBC televisó las ceremonias en 1975, el premio se construyó con acrílico en lugar de madera, conservando la forma de un metrónomo. El trofeo recibió modificaciones menores en los años siguientes. Estos incluyeron una reducción de tamaño para facilitar el manejo y cambios en el diseño de las incrustaciones, como un emblema especial de 1996 para conmemorar el 25 aniversario.
En 2000, tras las críticas de los productores de que el trofeo del premio existente no tenía una apariencia televisiva atractiva, CARAS encargó un premio rediseñado a la artista Shirley Elford de Stoney Creek (Ontario). Después de revisar tres diseños, dos de los cuales estaban inspirados en el trofeo existente, se seleccionó un nuevo diseño de trofeo que presenta una figura humana de vidrio rodeada por una espiral recubierta de níquel que simboliza un pentagrama sobre una base de aluminio. Se distribuyeron algunas estatuillas para su presentación durante las ceremonias. En cuestión de meses, los ganadores recibieron sus trofeos personalizados y hechos individualmente por parte de Elford.
En octubre de 2010, CARAS dio a conocer un nuevo diseño de premio que se utilizará a partir de 2011. Elford había desarrollado cáncer y ya no podía producir trofeos individuales de Juno. El nuevo diseño, fabricado por Crystal Sensations de Markham, ON, presentaba una torre de cristal sólido que contenía un grabado láser subterráneo que representaba una figura humana envuelta en espiral que se asemejaba a la estatuilla anterior. Elford murió en noviembre de 2011.

## Proceso de nominación
Las categorías de premios específicas y sus descripciones varían de año en año reflejando cambios y desarrollos en la industria de la música. En 1964 había 16 categorías y en 2017 eran 42. Los paneles de jueces cambian cada año. Incluyen personas de diferentes áreas de la industria musical y regiones del país. Un comité asesor supervisa cada categoría para garantizar que todas las presentaciones cumplan con los criterios requeridos.
Las nominaciones para los Junos de cada año se basan en un período de elegibilidad que dura de 13 a 14 meses y finaliza a mediados de noviembre, antes de la ceremonia de premiación. Por ejemplo, el período de elegibilidad de los Premios Juno 2010 fue del 1 de septiembre de 2008 al 13 de noviembre de 2009. Los músicos o sus representantes envían música publicada durante el período de elegibilidad a CARAS, designada para las categorías de nominación apropiadas. Las nominaciones que no sean para Álbum Internacional del Año solo podrán otorgarse a canadienses que hayan vivido en Canadá durante los últimos seis meses del período de elegibilidad y sean considerados canadienses por nacimiento, pasaporte o estatus migratorio.
Tras el cierre del período de elegibilidad, CARAS realiza una votación inicial de sus miembros para establecer la lista de nominados en la mayoría de las categorías. Las cifras de ventas determinaron los nominados a Álbum del Año y Álbum Internacional del Año. Las ventas, junto con el voto del jurado, determinan el Nuevo Artista del Año, el Nuevo Grupo del Año, el Álbum de Rock del Año y el Álbum Pop del Año. Las ventas y el voto de los miembros de CARAS determinan las nominaciones a Artista del Año y Grupo del Año.
Una vez publicada la lista de nominados, se lleva a cabo otra ronda de votación para determinar los ganadores de la mayoría de las categorías. La votación para el Juno Fan Choice Award está abierta al público, mientras que la votación en las categorías generales está limitada a los miembros de CARAS. Los ganadores en categorías de especialidad o de género específico son determinados por jurados CARAS especialmente designados. A partir de 2010, las papeletas son auditadas por la importante empresa de contabilidad PricewaterhouseCoopers.

## Ceremonias
Los eventos de los Premios Juno no se llevaron a cabo fuera de Toronto hasta 1991. Desde entonces, las ceremonias se han realizado en todo Canadá, llegando a ambas costas. Las provincias de Nuevo Brunswick, la Isla del Príncipe Eduardo, Quebec y los Territorios aún no han acogido a los Junos. En los últimos años, las distintas ubicaciones suelen albergar una serie de eventos y festivales relacionados con los premios.
| Fechas y lugares de los Premios Juno |                              |                               |                              |                                                                                            |                              |              |
| Año                                  | Fecha                        | Sede                          | Ciudad                       | Presentador(es)                                                                            | Cadena                       | Ref.         |
| 1970                                 | 23 de febrero                | St. Lawrence Hall             | Toronto                      | George Wilson                                                                              | Ninguno                      | [ 6 ]        |
| 1971                                 | 22 de febrero                | St. Lawrence Hall             | Toronto                      | George Wilson                                                                              | Ninguno                      |              |
| 1972                                 | 28 de febrero                | Inn on the Park               | Toronto                      | George Wilson                                                                              | Ninguno                      |              |
| 1973                                 | 12 de marzo                  | Inn on the Park               | Toronto                      | George Wilson                                                                              | CBC Radio                    | [ 6 ] [ 31 ] |
| 1974                                 | 25 de marzo                  | Inn on the Park               | Toronto                      | George Wilson                                                                              | Ninguno                      |              |
| 1975                                 | 24 de marzo                  | Canadian National Exhibition  | Toronto                      | Paul Anka                                                                                  | CBC Television               |              |
| 1976                                 | 15 de marzo                  | Ryerson Polytechnic Institute | Toronto                      | John Allan Cameron                                                                         | CBC Television               |              |
| 1977                                 | 16 de marzo                  | Royal York Hotel              | Toronto                      | David Steinberg                                                                            | CBC Television               |              |
| 1978                                 | 29 de marzo                  | Harbour Castle Hilton         | Toronto                      | David Steinberg                                                                            | CBC Television               |              |
| 1979                                 | 21 de marzo                  | Harbour Castle Hilton         | Toronto                      | Burton Cummings                                                                            | CBC Television               |              |
| 1980                                 | 2 de abril                   | Harbour Castle Hilton         | Toronto                      | Burton Cummings                                                                            | CBC Television               |              |
| 1981                                 | 5 de febrero                 | O'Keefe Centre                | Toronto                      | Frank Mills con Ginette Reno/Ronnie Hawkins con Carroll Baker/Andrea Martin con John Candy | CBC Television               |              |
| 1982                                 | 14 de abril                  | Harbour Castle Hilton         | Toronto                      | Burton Cummings                                                                            | Ninguno                      |              |
| 1983                                 | 5 de abril                   | Harbour Castle Hilton         | Toronto                      | Burton Cummings y Alan Thicke                                                              | CBC Television               |              |
| 1984                                 | 5 de diciembre               | Exhibition Place              | Toronto                      | Joe Flaherty y Andrea Martin                                                               | CBC Television               |              |
| 1985                                 | 4 de noviembre               | Harbour Castle Hilton         | Toronto                      | Andrea Martin y Martin Short                                                               | CBC Television               |              |
| 1986                                 | 10 de noviembre              | Harbour Castle Hilton         | Toronto                      | Howie Mandel                                                                               | CBC Television               |              |
| 1987                                 | 2 de noviembre               | O'Keefe Centre                | Toronto                      | Howie Mandel                                                                               | CBC Television               |              |
| 1988                                 | Los premios no se celebraron | Los premios no se celebraron  | Los premios no se celebraron | Los premios no se celebraron                                                               | Los premios no se celebraron |              |
| 1989                                 | 12 de marzo                  | O'Keefe Centre                | Toronto                      | Andre-Philippe Gagnon                                                                      | CBC Television               |              |
| 1990                                 | 18 de marzo                  | O'Keefe Centre                | Toronto                      | Rick Moranis                                                                               | CBC Television               |              |
| 1991                                 | 3 de marzo                   | Queen Elizabeth Theatre       | Vancouver                    | Paul Shaffer                                                                               | CBC Television               |              |
| 1992                                 | 29 de marzo                  | O'Keefe Centre                | Toronto                      | Rick Moranis                                                                               | CBC Television               |              |
| 1993                                 | 21 de marzo                  | O'Keefe Centre                | Toronto                      | Celine Dion                                                                                | CBC Television               |              |
| 1994                                 | 20 de marzo                  | O'Keefe Centre                | Toronto                      | Roch Voisine                                                                               | CBC Television               |              |
| 1995                                 | 26 de marzo                  | Copps Coliseum                | Hamilton                     | Elenco de This Hour Has 22 Minutes                                                         | CBC Television               |              |
| 1996                                 | 10 de marzo                  | Copps Coliseum                | Hamilton                     | Anne Murray                                                                                | CBC Television               |              |
| 1997                                 | 9 de marzo                   | Copps Coliseum                | Hamilton                     | Jann Arden                                                                                 | CBC Television               |              |
| 1998                                 | 22 de marzo                  | General Motors Place          | Vancouver                    | Jason Priestley; Shari Ulrich y Bill Henderson (presentadores de premios fuera del aire)   | CBC Television               |              |
| 1999                                 | 7 de marzo                   | Copps Coliseum                | Hamilton                     | Mike Bullard                                                                               | CBC Television               |              |
| 2000                                 | 12 de marzo                  | SkyDome                       | Toronto                      | The Moffatts                                                                               | CBC Television               |              |
| 2001                                 | 4 de marzo                   | Copps Coliseum                | Hamilton                     | Rick Mercer                                                                                | CBC Television               |              |
| 2002                                 | 14 de abril                  | Mile One Stadium              | San Juan de Terranova        | Barenaked Ladies                                                                           | CTV Television Network       |              |
| 2003                                 | 6 de abril                   | Corel Centre                  | Ottawa                       | Shania Twain                                                                               | CTV Television Network       |              |
| 2004                                 | 4 de abril                   | Rexall Place                  | Edmonton                     | Alanis Morissette                                                                          | CTV Television Network       |              |
| 2005                                 | 3 de abril                   | MTS Centre                    | Winnipeg                     | Brent Butt                                                                                 | CTV Television Network       |              |
| 2006                                 | 2 de abril                   | Halifax Metro Centre          | Halifax                      | Pamela Anderson                                                                            | CTV Television Network       |              |
| 2007                                 | 1 de abril                   | Credit Union Centre           | Saskatoon                    | Nelly Furtado                                                                              | CTV Television Network       |              |
| 2008                                 | 6 de abril                   | Pengrowth Saddledome          | Calgary                      | Russell Peters                                                                             | CTV Television Network       |              |
| 2009                                 | 29 de marzo                  | General Motors Place          | Vancouver                    | Russell Peters                                                                             | CTV Television Network       | [ 32 ]       |
| 2010                                 | 18 de abril                  | Mile One Centre               | San Juan de Terranova        | Varios                                                                                     | CTV Television Network       | [ 33 ]       |
| 2011                                 | 27 de marzo                  | Air Canada Centre             | Toronto                      | Drake                                                                                      | CTV Television Network       | [ 34 ]       |
| 2012                                 | 1 de abril                   | Scotiabank Place              | Ottawa                       | William Shatner                                                                            | CTV Television Network       | [ 35 ]       |
| 2013                                 | 21 de abril                  | Brandt Centre                 | Regina                       | Michael Bublé                                                                              | CTV Television Network       | [ 36 ]       |
| 2014                                 | 30 de marzo                  | MTS Centre                    | Winnipeg                     | Classified, Johnny Reid, y Serena Ryder                                                    | CTV Television Network       | [ 37 ]       |
| 2015                                 | 15 de marzo                  | FirstOntario Centre           | Hamilton                     | Jacob Hoggard                                                                              | CTV Television Network       | [ 38 ]       |
| 2016                                 | 3 de abril                   | Scotiabank Saddledome         | Calgary                      | Jann Arden y Jon Montgomery                                                                | CTV Television Network       | [ 39 ]       |
| 2017                                 | 2 de abril                   | Canadian Tire Centre          | Ottawa                       | Bryan Adams y Russell Peters                                                               | CTV Television Network       | [ 41 ]       |
| 2018                                 | 25 de marzo                  | Rogers Arena                  | Vancouver                    | Michael Bublé                                                                              | CTV Television Network       | [ 42 ]       |
| 2019                                 | 17 de marzo                  | Budweiser Gardens             | London                       | Sarah McLachlan                                                                            | CTV Television Network       | [ 43 ]       |
| 2020                                 | 29 de junio                  | N/A                           | Virtual                      | Odario Williams y Damhnait Doyle                                                           | CBC Gem                      | [ 20 ]       |
| 2021                                 | 6 de junio                   | Rebel Nightclub               | Toronto                      | Angeline Tetteh-Wayoe                                                                      | CBC Television               |              |
| 2022                                 | 15 de mayo                   | Budweiser Stage               | Toronto                      | Simu Liu                                                                                   | CBC Television               |              |
| 2023                                 | 13 de marzo                  | Rogers Place                  | Edmonton                     | Simu Liu                                                                                   | CBC Television               | [ 45 ]       |
| 2024                                 | 24 de marzo                  | Scotiabank Centre             | Halifax                      | Nelly Furtado                                                                              | CBC Television               | [ 46 ]       |
| 2025                                 | 30 de marzo                  | Rogers Arena                  | Vancouver                    |                                                                                            | CBC Television               | [ 47 ]       |

## Categorías de premios
Los «Campo General» son premios que no están restringidos por género musical.
- El premio al Artista del año se otorga al mejor intérprete individual.
- El premio Álbum del año se otorga al intérprete, a los artistas destacados, a los compositores y/o al equipo de producción de un álbum completo si no es el intérprete.
- El premio al Sencillo del año se entrega al compositor de una sola canción.
- Los premios Artista revelación del año y Grupo revelación del año se entregan a artistas revelación prometedores quienes en el año de elegibilidad publica la primera grabación que establece su identidad pública (que no es necesariamente su primera publicación adecuada).

Otros premios se otorgan por interpretación y producción en géneros específicos y por otras contribuciones como portadas y videos. También se otorgan premios especiales por contribuciones más duraderas a la industria de la música.
Desde 2015, Artista revelación del año, Álbum del año y Premio Fan Choice son las únicas categorías que se presentan en cada transmisión. Los premios al Artista revelación del año y al Grupo revelación del año suelen ser entregados por el ministro de Patrimonio Canadiense.
A partir de la ceremonia de 2016, se introdujeron dos nuevas categorías de premios: Álbum de raíces contemporáneas del año y Álbum de raíces tradicionales del año, para «garantizar que dos géneros musicales no compitan entre sí en la misma categoría».